# 武原熊吉
武原 熊吉（たけはら くまきち、1885年8月26日 - 1957年4月19日）は、日本の化学者。

## 人物・来歴
青森県青森市出身。1908年東京帝国大学理科大学化学科卒。1909年東北帝国大学農学部教授、1920年東京高等師範学校教授、1949年東京教育大学教授、1950年定年退官、名誉教授。1943年日本化学会会長。

## 著書
- 『化学非金属化学』研究社学生文庫 1941
- 『無機化學 非金屬篇』 (シニアｰ化學集書) 有宏書房, 1947
- 『有機化学』山海堂, 1947
- 『無機化学 非金属篇』 (シニアー化学集書) 有宏書房, 1947
- 『新制化學』昇龍堂書店, 1948
- 『理論無機化学』技報堂, 1948
- 『化学提要』三省堂出版, 1950
- 『簡約化学』昇龍堂書店, 1951.1

### 共編著
- 『理化学恒数要覧』倉林源四郎共著. 三省堂, 1926
- 『小学教材を主としたる理化学提要』倉林源四郎共著. 三省堂, 1928
- 『有機化学』四方敬一共著. 山海堂出版部, 1934
- 『理論無機化学』四方敬一共著. 三省堂, 1938
- 『化學物語』藤木源吾共著. 革新社, 1948
- 『詳解化学』戸河里長康 共著. 昇竜堂書店, 1952
- 『最新化学』竹野博共著. 昇龍堂出版, 1955
- 『必修化学』戸河里長康 共著. 昇龍堂出版, 1956